# Campeonato Sudamericano de Clubes de Voleibol Masculino de 2013
El Campeonato Sudamericano de Clubes de Voleibol Masculino de 2013 fue la quinta edición del torneo de voleibol masculino. Contó con la participación de 7 equipos, que disputaron el torneo desde el 8 de mayo al 12 de mayo del 2013 en el Estadio Vivo Arena, de la ciudad de Belo Horizonte, Brasil. Coronó como campeón el conjunto argentino UPCN Vóley por primera vez en su historia, otorgándole además, la posibilidad de disputar el Campeonato Mundial de Clubes de la FIVB de 2013.

## Equipos participantes
| Grupo A                             | Grupo B                                                         |
| ----------------------------------- | --------------------------------------------------------------- |
| Vivo/Minas UPCN Vóley Club Peerless | RJX Buenos Aires Unidos Vikingos de Miranda Carmelo Rowing Club |

## Primera ronda
|  | Equipo clasificado a Semifinales |